# 타니무라 미츠키
타니무라 미츠키(谷村 美月, 1990년 6월 18일 ~)는 일본의 배우이다. 오사카부 사카이시 출신이며, 소속사는 호리 에이전시이다.
2002년 연속 TV 소설 《만점》에 출연하며 배우로 데뷔하였다.

## 출연

### 영화
- 카나리아 (2005년)
- 도쿄 좀비 (2005년)
- 웃음의 대천사 (2006년)
- 손끝에서 세계를 (2006년)
- 바다와 석양과 그녀의 눈물: 스트로베리 필즈 (2006년)
- 레드 레터 (2006년)
- 은하철도의 밤 (2006년)
- 사카이 가족의 행복 (2006년)
- 레몬일 때 (2007년)
- 연로이야기 (2007년)
- 가족의 비결 (2007년)
- 망량의 상자 (2007년)
- 차차 (2007년)
- 리얼 술래잡기 (2008년)
- 피스 오브 러브 (2008년)
- 신의 퍼즐 (2008년)
- 미처 죽지 못한 파랑 (2008년)
- 오로치 (2008년)
- 아이가 아이를 낳다 (2008년)
- 바다 위의 넌, 언제나 미소 (2009년)
- 오토나리 (2009년)
- 게어선 (2009년)
- 박스 (2010년)
- 내일 할 일 쓰레기 버리기 거짓 웃음 연애 (2010년)
- 13인의 자객 (2010년) - 마키노 치세 역
- 오빠의 불꽃놀이 (2010년)
- 도시의 이방인 (2010년)
- 카이탄시 스케치 (2010년)
- 한큐 전차 (2011년)
- 헤소모리 (2011년)
- 역전재판 (2012년)
- 샐비지 마이스 (2012년)
- 도쿄 무인 여자 이야기 (2012년)
- 수프 (2012년)
- 소름 극장판 (2012년)
- Bungo 작은 욕망 (2012년)
- 그 밤의 사무라이 (2012년)
- 반경 3킬로의 세계 (2013년)
- 양지의 그녀 (2013년) - 미네기시 유리 역
- 아르카나 (2013년)
- 풍속점에 갔더니 인생이 바뀌었다 (2013년)
- 그녀는 거짓말을 너무 사랑해 (2013년)
- 백설공주 살인사건 (2014년)
- 플레어 (2014년)
- 그녀와 그의 사정 (2014년)
- 원탁 콧코, 한 여름의 이매진 (2014년)
- 막부고교생 (2014년)
- 시모츠카레걸 (2014년)
- 환지 (2014년)
- 심야식당 (2015년) 카스미 역

### 극장판 애니메이션
- 시간을 달리는 소녀 (2006년) 후지타니 카호 역
- 썸머 워즈 (2009년) 이케자와 카즈마 역
- 잃어버린 마법의 섬 홋타라케 (2009년) 미호 역
- 늑대아이 (2012년) 도이 역

### 드라마
- 2006년 《마치벤》
- 2006년 《14세의 어머니》
- 2007년 《우리들의 교과서》
- 2008년 《태양과 바다의 교실》
- 2008년 《캣 스트릿》

2009년
- 《필살사업인 2009 신춘스페셜》
- 《필살사업인 2009》
- 《메이의 집사》
- 《토리하다 5》
- 《홈리스 중학생 2》
- 《MW》
- 사랑노래 드라마 SP 《마키즈키》
- 《누군가 거짓말을 하고있다》
- 《토리하다 6》
- 《사무라이 하이스쿨》
- 《리얼 클로즈》

2010년
- 《녀석들은 아마도 우주인!》
- 《W의 비극》
- 《야마노테 선의 여자》
- 《필살사업인 2010》
- 《의룡 3》
- 《스트로베리 나이트》
- 《마음의 실》

2011년
- 《사랑하는 일본어》
- 《실연보험》
- 《기묘한 이여기 21세기 21년차 특별편 PETS》
- 《사카이 신혼이야기》
- 미야베 미유키 스페셜 《마술은 속삭인다》
- 《라스트 머니》
- 《상냥한 꽃》
- 《조화의 꿀》
- 《사카이 교육이야기》
- 미나토 가나에 미스터리 《경우》

2012년
- 《오늘은 만사 대길하게》
- 《헝그리!》
- 《과수연의 여자 시즌 11》
- 《새벽의 자장가》
- 《가족이 가족으로 있기 위해》
- 《스펙: 상》
- 《속임~대행 여배우 마키~》
- 심야식당 제24화 (2014년 11월 9일) - 카스미 역

2013년
- 《다마시에 우타마로》 3
- 《woman》

## 수상
- 제20회 다카사키 영화제 신인여배우상 (카나리아)
- 2007년 제2회 오사카 시네마 페스티벌 신인여배우상 (가족의 비결)
- 2008년 제3회 오사카 시네마 페스티벌 여우조연상 (레몬일 때, 차차, 망량의 상자)
- 오사카 시네마 페스티벌 2011 여우조연상 (오빠의 불꽃놀이, 13인의 자객, 복스)